# Tigridomyia curvigaster
Tigridomyia curvigaster là một loài ruồi trong họ Ruồi giả ong (Syrphidae). Loài này được Macquart miêu tả khoa học đầu tiên năm rt ?. Tigridomyia curvigaster phân bố ở miền Đông phương